# Angolasolfågel
Angolasolfågel (Cinnyris ludovicensis) är en fågel i familjen solfåglar inom ordningen tättingar.

## Utbredning och systematik
Angolasolfågeln förekommer i bergsskogar i västra Angola. Den behandlas som monotypisk, det vill säga att den inte delas in i några underarter. Tidigare inkluderades taxa whytei och skye i arten. Dessa urskildes dock först som egen art, "nyikasolfågel" (C. whytei) för att 2025 istället flyttas till ruwenzorisolfågeln (C. stuhlmanni) efter studier av mitokondrie-DNA. Det stämmer också bättre överens med fjäderdräkt och biogeografi.

## Status
IUCN kategoriserar arten som livskraftig men inkluderar nyikasolfågeln i bedömningen.